# Stazione di Barbarano-Villaga
La stazione di Barbarano-Villaga è una stazione ferroviaria della dismessa ferrovia Treviso-Ostiglia, un tempo posta a servizio dei comuni di Barbarano Vicentino e di Villaga. Era situata al km 51+222 della predetta strada ferrata.

## Storia
L'impianto fu aperto l'8 luglio 1928, assieme al tronco Cologna Veneta-Grisignano di Zocco della ferrovia Treviso-Ostiglia.
Nel 1924, con decreto ministeriale, per consentire i lavori di realizzazione della linea era stata soppressa la diramazione di 3,6 km della tranvia Vicenza-Noventa-Montagnana che dalla stazione di Ponte di Barbarano, conduceva al paese di Barbarano Vicentino, in quanto la sua presenza avrebbe imposto la realizzazione di un secondo cavalcavia ferroviario dopo quello già previsto nei pressi di Ponte di Mossano. L'abitato di Barbarano dunque servito dalla nuova stazione FS denominata di Barbarano-Villaga.
Durante la Seconda guerra mondiale la stazione rimase sotto il controllo della Wehrmacht, che se ne servì per il transito delle proprie tradotte militari e per i convogli di prigionieri. Il 26 dicembre 1944, ad opera di 8 cacciabombardieri della 64ª squadriglia del 57º Gruppo USAAF, la stazione ferroviaria venne completamente rasa al suolo. Un carro merci si incendiò e i binari vennero colpiti in tre punti diversi a sud della stazione.
Il fabbricato viaggiatori fu ricostruito secondo lo stile architettonico del secondo dopoguerra e il traffico ferroviario civile riprese normalmente la propria attività; fu tuttavia interrotto il 2 settembre 1967 per l'intero tronco Cologna Veneta-Grisignano, pertanto anche la stazione di Barbarano-Villaga venne a cessare le proprie funzioni.

## Strutture ed impianti
La stazione era dotata di un fabbricato viaggiatori a pianta rettangolare e a due livelli. Al piano inferiore erano posizionate la sala d'attesa, l'ufficio movimento, una biglietteria ed il deposito bagagli. Il piano superiore un tempo era riservato ad abitazione. Nel 2011 questi locali risultano abbandonati.
La stazione era inoltre dotata di uno scalo merci che al 2011 risulta parzialmente occupato da accumuli di detriti. Il tetto del magazzino merci è danneggiato, per la rottura di alcune travi portanti in legno.